# 450 Lexington Avenue
450 Lexington Avenue es un edificio de oficinas de treinta y ocho pisos situado entre las calles 44 Este y 45 Este, en Manhattan. El edificio, que fue construido en 1992, está revestido de granito gris de Cerdeña y cuenta con un motivo repetido en forma de diamantes que resalta los retranqueos del edificio y su corona.
La torre fue construida dentro de y sobre la estructura preexistente de la Grand Central Post Office, edificio diseñado por Warren y Wetmore y construido entre 1906 y 1909. Fue desarrollado originalmente por Hines después de que el arrendatario principal y desarrollador original Prudential Financial se retirara del proyecto.
En la actualidad el edificio es propiedad de RXR Realty, y fue propiedad de Istithmar World de 2006 a 2012. Istithmar compró 450 Lexington en 2006, pero lo refinanció al año siguiente por $600 millones. Entre los inquilinos actuales se encuentran Brixmor Property Group, Davis Polk & Wardwell, Herbert Smith Freehills, Warburg Pincus, y WeWork.